# Campus Martius
Campus Martius (hrvatski: Marsova poljana) je bila zaravan u antičkom gradu Rimu ( VI. st. pr. Kr.) koji je tada još uvijek bio na 7 brežuljaka uz rijeku Tiber, upotrebljavana za vježbu vojnika. To je bila površina od 2 km² na prirodnom luku rijeke Tiber, koja je u vrijeme antičkog Rima uglavnom služila vojsci za obuku. 
U ranom srednjem vijeku, to je postao najgušće naseljeni dio Rima, jer se je svo preostalo stanovništvo zbilo uz rijeku Tiber i jedini sigurni put u ostali dio svijeta kroz Porta del Popolo na Via Cassia i dalje na sjever za Viterbo, Sienu, Firencu i Lombardiju.

## Vanjske poveznice
- Rekonstrukcija povijesti Marsove poljane